# Auchtertool
Auchtertool è un piccolo villaggio del Fife, Scozia,  sito nelle vicinanze di Kirkcaldy, una delle più grandi città della costa orientale della Scozia. Il toponimo Auchtertool proviene dal gaelico scozzese uachdar tuil.
Giacomo V di Scozia sostò a Halyards Palace, nelle vicinanze di Auchtertool, dopo la sua sconfitta nella battaglia di Solway Moss; Giacomo V morì poco dopo.
Kirkcaldy è il centro cui si rivolgono i cittadini di Auchtertool per tutti quei servizi che non trovano nel loro villaggio, compresi quelli relativi all'istruzione secondaria.